# Sergio Rossi (designer)
Sergio Rossi (San Mauro Pascoli, 7 settembre 1935 – Cesena, 3 aprile 2020) è stato uno stilista e imprenditore italiano, fondatore dell'omonima azienda specializzata nella produzione di calzature femminili di lusso.

## Biografia
Nato in Romagna, figlio di un calzolaio che realizzava scarpe su misura, a 14  anni entrò nella bottega di famiglia e produsse, insieme al fratello Franco, sandali che in estate sarebbero stati poi venduti con un banchetto lungo la riviera, da Riccione a Rimini,  e nelle boutique di Bologna.  Aprì lo stabilimento a San Mauro Pascoli nel 1951.
Tra i primi modelli di successo, l’Opanca: si trattava di un sandalo semplice ma al tempo stesso audace, in cui la suola curvava gentilmente attorno al piede, in modo tale da formare un tutt'uno con la parte superiore della scarpa. Nel 1968, venne prodotta la prima scarpa marchiata Sergio Rossi, che inaugurò in tal modo la prima collezione ufficiale del brand. Secondo Vogue, durante gli anni ‘60, l’azienda “divenne ben presto sinonimo di qualità italiana e design classico femminile”.
Il marchio Sergio Rossi fu acquistato nel 1999 dal Gruppo Gucci, ma in seguito passarono entrambi al gruppo francese Kering di François Pinault. Nel dicembre 2015 il marchio Sergio Rossi venne acquistato dal fondo Investindustrial di Andrea Bonomi.
Rossi morì il 3 aprile 2020 all'età di 84 anni, vittima della pandemia di COVID-19.